# Índice de países frágiles
     Estado fallido
     Alerta roja
     Alerta
     Grave advertencia
     Seria advertencia
     Advertencia
     Menos estable
     Estable
     Más estable
     Sostenible
     Muy sostenible
     Sin datos

Mapa del Índice de países frágiles 2023

El Índice de países frágiles (FSI por las siglas en inglés Fragile States Index, anteriormente Failed States Index) es un informe anual publicado y apoyado principalmente por el grupo de expertos estadounidense Fondo para la Paz. Este índice fue publicado por la revista estadounidense Foreign Policy de 2005 a 2018 y, desde 2019, por The New Humanitarian.
La lista tiene como objetivo evaluar la vulnerabilidad de los países a los conflictos o al colapso, clasificando a todos los países miembros de las Naciones Unidas cuando hay suficientes datos disponibles para el análisis.Taiwán, Chipre del Norte, Kosovo y el Sáhara Occidental no figuran en este índice, a pesar de que algunos países los reconocen. Los Territorios Palestinos estuvieron clasificados junto con Israel hasta 2021. 
La clasificación se basa en la suma de las puntuaciones de 12 indicadores (ver a continuación). Cada indicador se puntúa en una escala de 0 a 10, donde 0 es la intensidad más baja (más estable) y 10 la intensidad más alta (menos estable), creando una escala que abarca de 0 a 120. 

## Indicadores
Se utilizan 12 indicadores de riesgo de conflicto para medir la condición de un país en un momento determinado. Los indicadores muestran la situación en un momento determinado. Esta situación puede compararse con las de años anteriores para valorar si mejora o empeora. A continuación se muestra la lista de indicadores utilizados tanto en el marco CAST (siglas de Conflict Assessment System Tool, herramienta de valoración de conflictos; nada que ver con otro marco CAST para criptoactivos)como en el Índice de países frágiles. 
- Aparato de seguridad
- Élites faccionalizadas
- Quejas grupales
- Decadencia económica y pobreza
- Desarrollo económico desigual
- Emisión de migración no cualificada y cualificada (fuga de cerebros)
- Legitimidad del Estado
- Servicios públicos
- Derechos humanos y Estado de derecho
- Presiones demográficas
- Refugiados y desplazados internos
- Intervención externa

## Metodología
Las clasificaciones del índice se basan en 15 indicadores de vulnerabilidad del país, agrupados por categoría: cohesión, económica, política y social.La clasificación es una herramienta fundamental no sólo para destacar las presiones normales que todos los países experimentan, sino también para identificar cuándo esas presiones superan la capacidad del aparato estatal para gestionarlas. Al destacar las vulnerabilidades que contribuyen a la fragilidad, este índice —y el marco de ciencias sociales y herramientas de análisis en el que se basa— hace que la evaluación del riesgo político y la alerta temprana de conflictos sean accesibles a los responsables de las políticas y al público en general, tanto en los países frágiles como en otros.
Las puntuaciones se obtienen mediante un proceso que incluye análisis de contenido, datos cuantitativos y revisión cualitativa. En la fase de análisis de contenido, millones de documentos de más de 100 000 fuentes en inglés o traducidas (se excluyen las redes sociales)  se escanean y filtran a través de la herramienta de sistemas de evaluación de conflictos (CAST por sus siglas en inglés) del Fondo para la Paz, que utiliza filtros específicos y parámetros de búsqueda para ordenar los datos en función de frases booleanas vinculadas a indicadores y asigna puntuaciones basadas en algoritmos. Después del análisis CAST se incorporan datos cuantitativos de fuentes como las Naciones Unidas (ONU), la Organización Mundial de la Salud (OMS), World Factbook, Transparencia Internacional, el Banco Mundial y Freedom House, lo que luego conduce a la fase final de revisiones cualitativas de cada indicador para cada país.
Considerados en conjunto en el índice, los indicadores son una forma de evaluar la vulnerabilidad de un país al colapso o al conflicto, clasificando a los países en un espectro de categorías etiquetadas como sostenible, estable, advertencia y alerta. Dentro de cada categoría, las puntuaciones también se subdividen por gravedad. El desglose de la puntuación  es el siguiente:
| Categoría   | Puntuación FSI | Horquillas (2016)                                            | Colores 2015-2016 | Colores 2005–2014 |
| ----------- | -------------- | ------------------------------------------------------------ | ----------------- | ----------------- |
| Alerta      | 90,0–120,0     | Muy alto: 110+ Alto: 100–109,9 Alerta: 90–99,9               | Rojo              | Rojo              |
| Advertencia | 60,0–89,9      | Alto: 80–89,9 Advertencia: 70–79,9 Baja: 60–69,9             | AmarilloNaranja   | Naranja           |
| Estable     | 30,0–59,9      | Menos estable: 50–59,9 Estable: 40–49,9 Más estable: 30–39,9 | Verde             | Amarillo          |
| Sostenible  | 0,0–29,9       | Sostenible: 20–29,9 Muy sostenible: 0–19,9                   | Azul              | Verde             |
| No evaluado | No disponible  | —                                                            | Gris claro        | Gris claro        |

Todos los países de las 3 categorías superiores presentan características que hacen que sus sociedades e instituciones sean vulnerables al colapso. Sin embargo, el FSI no está concebido como una herramienta para predecir cuándo los países pueden experimentar violencia o colapso, ya que no mide la dirección ni el ritmo del cambio. Es posible que un país clasificado como "estable" se esté deteriorando a un ritmo más rápido que aquellos en las categorías de "advertencia" o "alerta", y podría experimentar violencia antes. Por el contrario, los Estados en la zona roja, aunque frágiles, pueden mostrar signos positivos de recuperación o estar deteriorándose lentamente, lo que les da tiempo para adoptar estrategias de mitigación.

## Críticas

### Nomenclatura
Años de controversia sobre el término "Estado fallido" en el nombre del índice contribuyeron al cambio en 2014, pasando de llamarse Failed States Index a Fragile States Index. Los críticos habían argumentado que el término establecía una falsa división binaria, o falsa dicotomía, entre los países que eran salvables y los que estaban más allá de toda recuperación. Krista Hendry, directora ejecutiva del Fondo para la Paz (FFP por sus siglas en inglés), explicó que el cambio se produjo en parte como una reacción al debate que había generado el controvertido adjetivo, y señaló que «el nombre estaba afectando negativamente nuestra capacidad de obtener el tipo de atención adecuado para el FSI». 

### Objetivo
Varios académicos y periodistas también han criticado al FSI por su falta de utilidad y sus criterios de medición. Los autores que escriben para The National Interest y The Washington Post han argumentado que el FSI envía el mensaje de que la solución a los problemas del mundo en desarrollo es «más construcción del Estado»,  cuando en realidad la construcción del Estado podría ser vista como una causa de inestabilidad o fragilidad. 
Esto es un errorː una construcción del Estado adecuada disminuye la inestabilidad, lo mismo que el tratamiento adecuado de una enfermedad hace que remita. El problema es que no se han aprendido bien las lecciones sobre la construcción del Estado.
Claire Leigh, escribiendo para The Guardian en 2012, condenó el índice como una «herramienta inútil para las políticas» que se centraba sólo en los síntomas de los países con dificultades, sin estudiar las causas o las posibles soluciones.

### Metodología
Los críticos también han identificado fallos en los criterios de medición del FSI, así como la falta de transparencia en torno a su análisis de datos base.  Por ejemplo, los indicadores relacionados con los refugiados y la emisión de migrantes han permitido que la puntuación de Corea del Norte mejore a medida que la emigración ha disminuido; si bien esto puede indicar un aparato de seguridad más fuerte en el país, no debe reconocerse necesariamente como una mejora. Además, el análisis de los indicadores ha llevado a varios comentaristas a concluir que una combinación de demasiadas categorías y la falta de distinción entre government y state (en inglés, en principio, estas dos palabras se emplean como sinónimos, si bien en un texto riguroso pueden establecerse diferencias sobre el significado que se va a dar a cada término), lo que a veces permite que movimientos políticos (del gobierno), como el acuerdo de Irán de entablar negociaciones con Occidente, tengan un impacto positivo en la puntuación (del país), complica los esfuerzos para utilizar los resultados.   Se ha abogado por una mayor transparencia en los métodos de puntuación, por una reelaboración de los criterios para dar al índice capacidad predictiva, y por una consolidación de los indicadores en grupos generales para facilitar su comparación.
Además, las críticas relacionadas con la forma en que se elabora el ranking desde que se publicó por primera vez hace 17 años en la revista Foreign Policy, parecen estar desapareciendo a medida que el ranking se centra en las tendencias y la tasa de cambio. También vale la pena mencionar que la clasificación se centra en medir el desempeño de un país a lo largo del tiempo comparándolo consigo mismo, en lugar de compararlo con la evolución de otros. Se presta entonces atención a las puntuaciones de los indicadores individuales de un país en vez de solamente a su puntuación compuesta total.

## Índices relacionados
La Organización para la Cooperación y el Desarrollo Económicos (OCDE) ha basado su Informe anual sobre países frágiles, posteriormente titulado "Países de fragilidad",en el FSI, así como en datos del Banco Mundial (que publica sus propias listas de países frágiles), desde 2005.
Mensualmente, International Crisis Group, una organización no gubernamental (ONG) transnacional, publica CrisisWatch, un boletín diseñado para informar a los lectores sobre el desarrollo de los conflictos armados en todo el mundo. Estos boletines indican si cada situación ha mejorado, ha empeorado o se ha mantenido sin cambios respecto al mes anterior, y buscan destacar dónde puede haber riesgos de conflictos nuevos o intensificados (u oportunidades de resolución de conflictos) en el mes siguiente. 